# دوري الدرجة الأولى السعودي 2000-01
إحصائيات دوري الدرجة الأولى السعودي 2000-2001، هذا هو الدوري نسخة رقم 25 في تاريخ دوري الدرجة الأولى السعودي، تأهل نادي الطائي ونادي الشعلة إلى دوري المحترفين السعودي بعد حصولهما 38 نُقطة 37 نقطة على الترتيب، وهبط كل من نادي الفتح ونادي هجر إلى دوري الدرجة الثانية السعودي بعد حصولهما على 12 و8 نقاط على الترتيب.

## الفرق المشاركة
| النادي  | الموقع          | الملعب                          |
| ------- | --------------- | ------------------------------- |
| الطائي  | المدينة المنورة | ملعب الأمير محمد بن عبد العزيز  |
| الشعلة  | السيح           | ملعب نادي الشعلة                |
| الرائد  | بريدة           | ملعب الملك عبد الله             |
| الخليج  | سيهات           | ملعب الأمير نايف بن عبد العزيز  |
| العروبة | سكاكا           | ملعب نادي العروبة               |
| أبها    | أبها            | ملعب الأمير سلطان بن عبد العزيز |
| التعاون | بريدة           | ملعب الملك عبد الله             |
| هجر     | الهفوف          | ملعب الأمير سعود بن جلوي        |
| الفتح   | الاحساء         | ملعب الأمير سعود بن جلوي        |
| الحزم   | الرس            | ملعب نادي الحزم                 |

## إحصائيات الدوري[1]
| المركز | النادي  | المباريات | المباريات | المباريات | المباريات | الأهداف | الأهداف | الأهداف | النقاط | التأهل أو الهبوط                       |
| المركز | النادي  | لعب       | فاز       | تعادل     | خسر       | له      | عليه    | فرق +/- | النقاط | التأهل أو الهبوط                       |
| ------ | ------- | --------- | --------- | --------- | --------- | ------- | ------- | ------- | ------ | -------------------------------------- |
| 1      | الطائي  | 18        | 11        | 5         | 2         | 34      | 17      | 17      | 38     | الصعود إلى دوري المحترفين السعودي      |
| 2      | الشعلة  | 18        | 10        | 7         | 1         | 23      | 7       | 16      | 37     | الصعود إلى دوري المحترفين السعودي      |
| 3      | الرائد  | 18        | 8         | 6         | 4         | 36      | 24      | 12      | 30     |                                        |
| 4      | الخليج  | 18        | 7         | 5         | 6         | 18      | 22      | -4      | 26     |                                        |
| 5      | العروبة | 18        | 6         | 5         | 7         | 19      | 26      | -7      | 23     |                                        |
| 6      | أبها    | 17        | 5         | 6         | 6         | 22      | 28      | -6      | 21     |                                        |
| 7      | التعاون | 18        | 4         | 8         | 6         | 21      | 22      | -1      | 20     |                                        |
| 8      | الحزم   | 17        | 4         | 7         | 6         | 16      | 19      | -3      | 19     |                                        |
| 9      | الفتح   | 17        | 3         | 3         | 11        | 18      | 29      | -11     | 12     | الهبوط إلى دوري الدرجة الثانية السعودي |
| 10     | هجر     | 17        | 0         | 8         | 9         | 16      | 29      | -13     | 8      | الهبوط إلى دوري الدرجة الثانية السعودي |

## وصلات خارجية
- الاتحاد العربي السعودي لكرة القدم
- إحصائيات الدوري السعودي
- goalzz